# KDOM
KDOM è un modulo KPart per DOM rendering in browser basati su KHTML. KSVG è costruito sulla base di KDOM ed è stato distribuito con KDE4.
Insieme con KSVG, KDOM è un componente sperimentale di Apple Inc.'s nel framework WebKit.